# エル・シッド
ロドリーゴ・ディアス・デ・ビバール（Rodrigo Díaz de Vivar、1043年? - 1099年7月10日）、通称エル・シッド（El Cid）は、11世紀後半のレコンキスタで活躍したカスティーリャ王国の貴族。叙事詩『わがシッドの歌』の主人公としても知られる。

## 名前
シッドという名はアラビア語アンダルス方言で「主人」を意味したスィーディー（سيدي）から来ており、彼の生きていた時代には身分ある人物への敬称として広く用いられていたが、のちにロドリーゴの通称として定着した。アラビア語形ではアル・サイイド（Al Sayyd）となる。ロドリーゴをとくに「エル・シッド・カンペアドール」（El Cid Campeador もしくは Ludriq al-Kanbiyatur）ともよぶ。Campeadorとは「戦場の勇者」を意味するラテン語「campi doctor」から派生した言葉で、キリスト教の同胞によって名付けられた。

なお現代スペイン語ではCidは、あえてカタカナ表記するなら「シッ」あるいは「シッド」（ただしdの音は聞こえるか聞こえないほどの弱さ）に近い音であるが、日本では1961年制作の映画『エル・シド』から「シド」の表記も見られる（スペイン語の日本語表記#語尾の子音参照）。

## 生涯

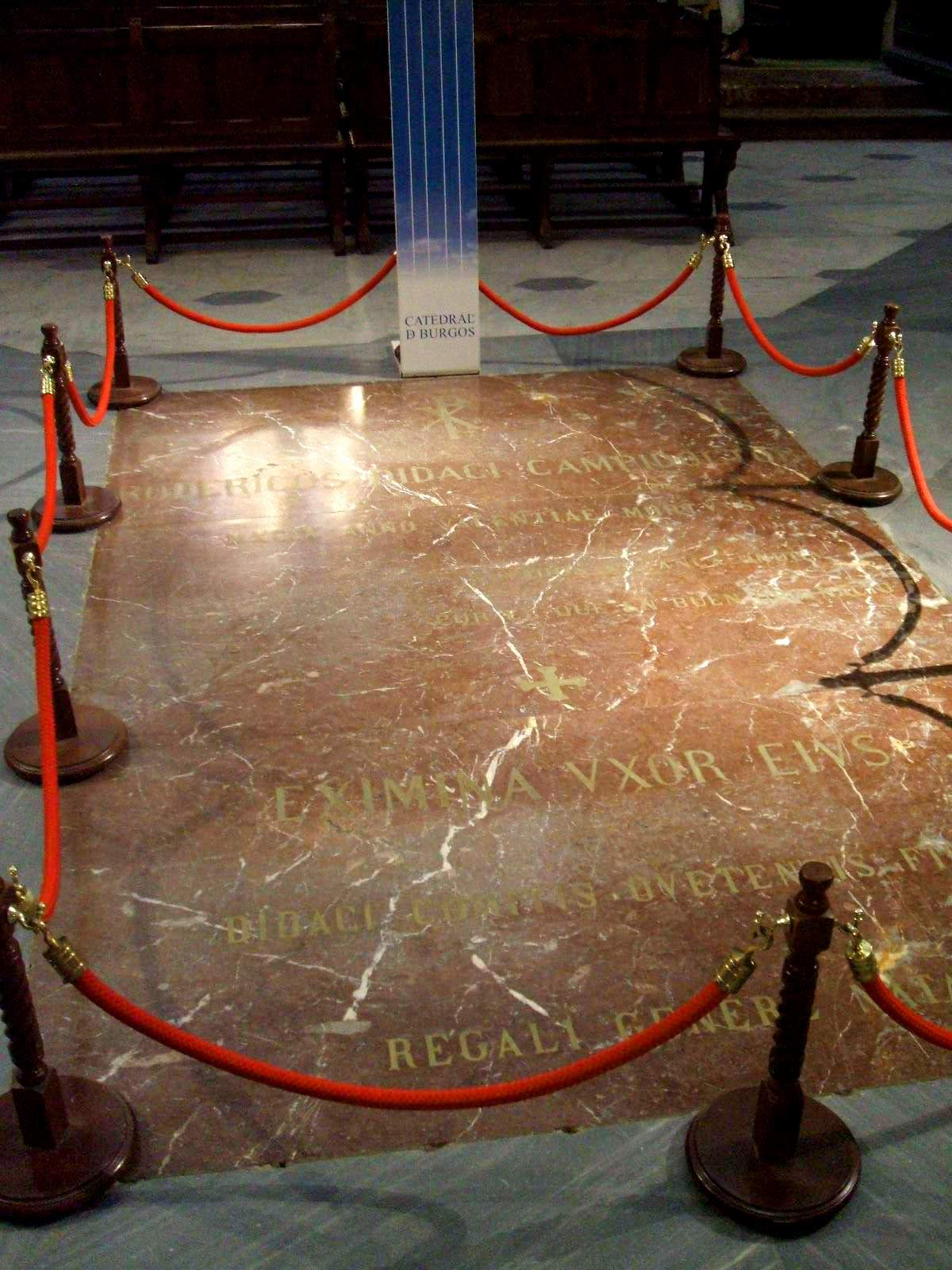
エル・シッドと妻ヒメナの墓（ブルゴス大聖堂）

### 誕生
ブルゴスの北にある小さな町ビバールで生まれる。その正確な誕生日は未だに不明であるが、1043-1045年の間ではないかと言われている。
シッドの父はディエゴ・ライネスと呼ばれていたことが知られ、幾つかの戦いに参加した軍人である事が知られている。若き日のシッドは、そういった縁もあって、サンチョ2世付きの小姓としてカスティーリャの王家に育てられた。1063年の春頃にグラウスの戦いが起こり、シッドはサンチョ2世と共にこの戦いに参加している。

### サンチョ2世
1065年にフェルナンド1世が死去。その領地は息子達に分割相続された。
サンチョ2世はカスティーリャ王国を受け継いだが、長男として全ての領地を受け継ぐべく戦争を開始した。弟達を打ち破り領土の再統一を行い、シッドもサンチョ2世の下で活躍する。しかし、サンチョ2世は1072年に暗殺されてしまう。

### アルフォンソ6世
サンチョ2世の暗殺については、弟アルフォンソ6世とその姉ウラカが首謀者とも言われるが定かではない。アルフォンソ6世が王位を継ぐと、シッドはカスティーリャから追放された。

#### 追放
追放は全生涯で2回（3回とも言われる）行われた。2回目の追放に至っては、シッドはイスラム勢力に押されているアルフォンソの窮地を救ったにもかかわらず「援軍にくるのが遅い」という理由で追放されたとされている。しかも援軍が遅れた理由は、アルフォンソが進路を変更してしまったためともいう。
こうした追放のそもそもの原因は、シッドに「サンチョ暗殺の犯人ではない」という旨の宣誓をさせられた恥辱をアルフォンソ6世が根に持ったためと言われている。あるいは一説には、シッドが英雄さながらの武勲を次々に立てることから、民心がアルフォンソではなくシッドに移ることを恐れたためであるという。
なお2回（または3回）の追放ののち、アルフォンソ6世と和解したという資料もある。

#### バレンシアの征服
アルフォンソによる追放の後も、彼を慕う多くの兵士達が集った。シッドは当時まだ色が付いていなかったバレンシアの征服に乗り出し（バレンシアがアルフォンソの所領から遠かったことも一因であるらしい）、1094年にバレンシアをイスラム教徒から奪回する。
バレンシア平定後、シッドは幽閉されていた妻子を呼び寄せた。その後5年間の統治を経て亡くなっている。
生きている時代にすでにシッドを歌う叙事詩が作られ始め、シッドは城でその歌を満足げに聴いていたという文献資料もある。
叙事詩のひとつによれば、死期を悟ったシッドは自ら食を絶ち、死体を保存できるように準備をし、数十年以上、生きた当時の姿のまま台座に座っていたという。そしてその台座上の姿のまま、愛馬バビエカに乗せられて巡行したと述べられている。それでも、ついにミイラの鼻がもげてしまったことをきっかけに、バビエカの墓のすぐそばに埋葬されたという。
1099年のシッド他界後、シッドの妻ヒメナはその後を継いで統治を行うが、数年でその領地は失われた。以後100年以上に渡ってキリスト教徒がバレンシアを奪還することは出来なかった。

## エル・シッドの剣
エル・シッドの使用した剣、ティソーナはマドリード市内にある軍事博物館（ムセオ・デル・エヘルシート）に飾られていた。2007年、カスティーリャ・レオン州に160万ユーロで購入され、現在は主人の墓に近いブルゴス博物館で展示されている。
1999年、そのかけらがサンプルとして冶金学で分析された。刃は11世紀ムーアのコルドバで製造され、ダマスカス鋼の造りである事が判明した。もう一振りのコラーダも同様と考えられる。
なお叙事詩では妖精によって鍛えられた剣という、エクスカリバーに似たエピソードが出てくる。

## エル・シッドとイスラーム教徒
レコンキスタの『英雄』として見られることの多いエル・シッドだが、現実の彼は反イスラーム主義ではなくイスラーム教徒とも親しく付き合っていた。また追放されていた最中には、サラクスタのタイファ、アル＝ムクタディル (al-Muqtadir) の元に身を寄せ、その息子、孫3代に仕えてアラゴン王国への侵攻の指揮などをとっている。

## 創作におけるエル・シッド

### わがシッドの歌
12世紀後半 - 1207年に成立したとされる英雄叙事詩。最古のスペイン文学でマドリードの国立図書館に古スペイン語で書かれた物語の写本が不完全ながら所蔵されている。物語は実話を元にレコンキスタにおけるエル・シッドの活躍を描いている。
3,700を越える詩からなるこの物語は大きく三部に分けられる。
- Cantar del Destierro
- Cantar de las Bodas
- Cantar de la Afrenta de Corpes

このうちの第3部については、歴史的には全く虚構の産物と言われている。
作者は不詳。ただしサン・エステバン、メディナセリの二名が構成に関与したと言われている。
この叙事詩以外にも、さまざまな叙事詩が作られ、イスラム勢力側の当時の様々な文献にも、憎き仇敵としてシッドは登場している。

### ル・シッド
劇作家ピエール・コルネイユ作の悲喜劇（1637年初演）。

### ル・シッド (マスネ)
ジュール・マスネ作曲のオペラ（1877年初演）。コルネイユの作品にもとづく。

## 子女
1075年7月にディエゴ・フェルナンデス・デ・オビエドの娘ヒメナ・ディアスと結婚し、1男2女をもうけた。
- ディエゴ・ロドリゲス（? - 1097年）
- クリスティーナ・ロドリゲス - ナバラ王族ラミロ・サンチェスと結婚、ナバラ王ガルシア6世の母。
- マリア・ロドリゲス（? - 1105年頃） - バルセロナ伯ラモン・バランゲー3世と結婚

## ギャラリー

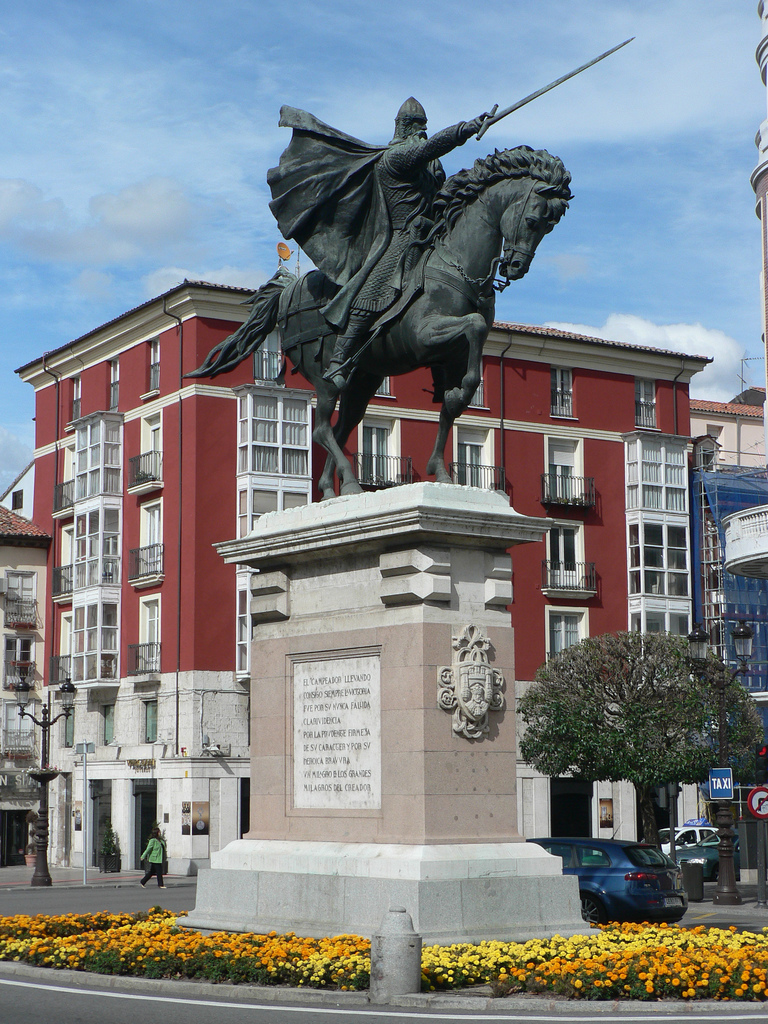
エル・シッドの像 （スペイン・ブルゴス）
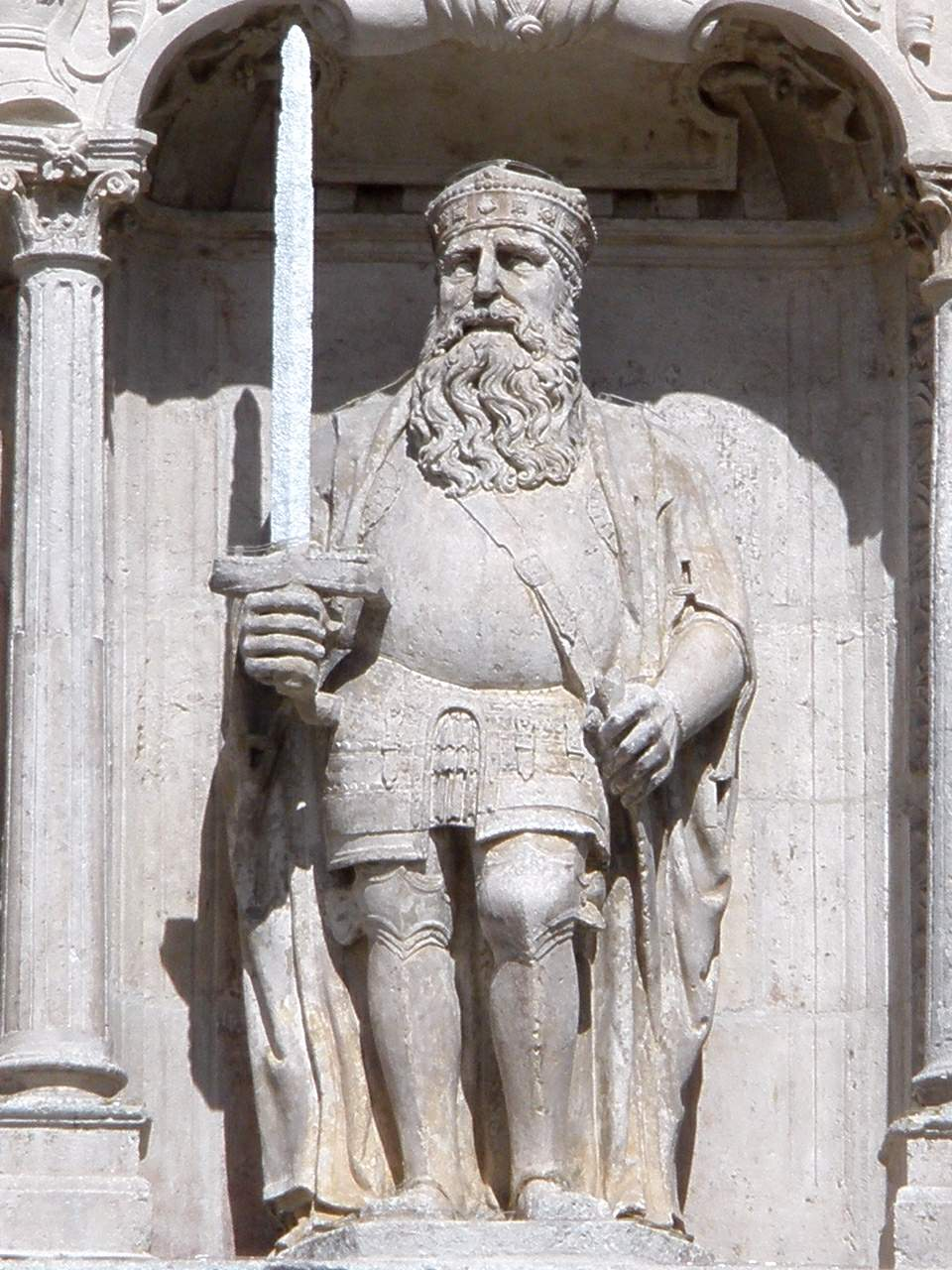
エル・シッドの像 （ブルゴス）
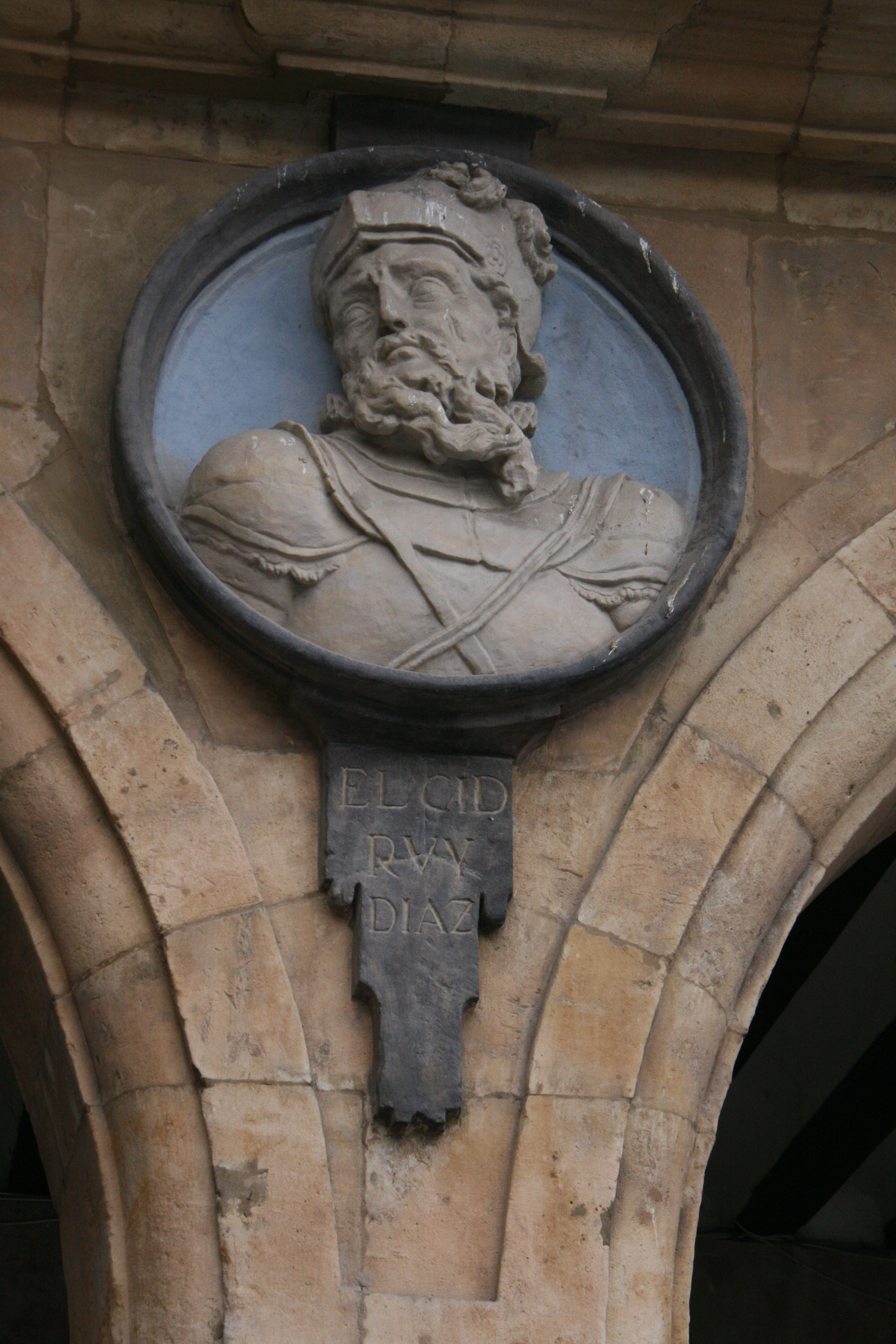
エル・シッドのメダル （スペイン・サラマンカ、1733-1734年）
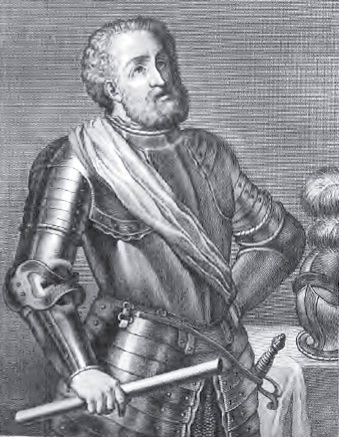
『輝かしいスペイン人』に描かれたエル・シッドの肖像画（1791年）